# 336.ª Divisão de Infantaria (Alemanha)
A 336ª Divisão de Infantaria (em alemão:336. Infanterie-Division) foi uma unidade militar que serviu no Exército alemão durante a Segunda Guerra Mundial.

## Comandantes
| Comandante                            | Data                                        |
| ------------------------------------- | ------------------------------------------- |
| Generalleutnant Johann Joachim Stever | 15 de dezembro de 1940 - 1 de março de 1942 |
| General der Artillerie Walther Lucht  | 1 de março de 1942 - 1 de julho de 1943     |
| Generalmajor Wilhelm Kunze            | 1 de julho de 1943 - 8 de dezembro de 1943  |
| Generalleutnant Wolf Hagemann         | 8 de dezembro de 1943 - 31 de maio de 1944  |

## Oficiais de operações
| Major Erich von Michaelis      | dezembro de 1940 - agosto de 1941               |
| Oberstleutnant Georg König     | agosto de 1941 - ? 1942                         |
| Oberst Rolf Wiese              | 22 de abril de 1942 - 25 de fevereiro de 1943   |
| Oberstleutnant Wilhelm Hofmann | 25 de fevereiro de 1943 - 20 de janeiro de 1944 |

## Área de operações
| Alemanha                   | dezembro de 1940 - março de 1941 |
| Bélgica & França           | de março de 1941 - maio de 1942  |
| Frente Oriental, setor sul | maio de 1942 - maio de 1944      |